# Kipra
Kipra (bułg. Кипра) – wieś w Bułgarii, w obwodzie Warna, w gminie Dewnja. Według danych z 2021 roku zamieszkiwana przez 488 mieszkańców.